# Francis Connesson
Francis Connesson (* 13. September 1948 in Nancy) ist  ein französischer Karambolagespieler in diversen Disziplinen des Karambolage-Billards, vierfacher Welt- und achtfacher Europameister.

## Karriere
Francis Connesson kam mit sieben Jahren zum ersten Mal mit dem Billardsport in Berührung. Im Café seiner Eltern im Méru an der Oise spielte er bereits in diesem Alter eine Serie von 36 Punkten. 1963 mit 15½ Jahren konnte er seine erste Jugend-Meisterschaft auf dem kleinen Billard in Argenteuil gewinnen. Eine Woche später spielte er die Junioren-Meisterschaft in der freien Partie auf dem Matchbillard in Amboise mit und beendete eine Partie bis 200 Punkte in einer Aufnahme. Im Alter von 18 Jahren trainierte Connesson täglich acht Stunden und hatte große Unterstützung durch den Herausgeber der sogenannten Billard-Bibel Billard für Jedermann von Roger Conti. Außerdem trainierte Connesson regelmäßig beim großen französischen Meister und Weltmeister Jean Marty.

1970 gewann er seine erste französische Meisterschaft bei den Senioren. In Perpignan wurde er Meister in der freien Partie mit 166,66 Gesamt-Durchschnitt (GD). In der Saison 1973/74 wurde er im niederländischen Heeswijk der jüngste Europameister im Cadre 71/2. In der Saison 1974/75 gewann er in Troyes die Europameisterschaft im Cadre 47/2 mit dem neuen Europarekord im GD von 120,69. 1975 in Buenos Aires konnte er seinen ersten Weltmeister-Titel feiern. Er siegte vor dem argentinischen Ex-Weltmeister Oswaldo Berardi und dem Berliner Dieter Müller. In den Jahren 1977 bis 1980 feierte er zwei Weltmeister-, vier Europameister- und sieben französische Meistertitel. Bei der Weltmeisterschaft im Einband 1978 im belgischen Brügge beendete Connesson eine Partie mit der Weltrekord-Höchstserie von 199 Punkten.

1979 wurde ihm der Rang eines Ritters des französischen Dienstordens zuteil. Im Jahr 1980 wurde ihm vom französischen Billardverband und dem Ministerium für Jugend und Sport die Goldmedaille Sport verliehen.

1981 und 1982 gingen die sportlichen Höhepunkte in der Karriere von Connesson weiter. Bei der Weltmeisterschaft im Cadre 47/1 in Duisburg stellte mit 51,82 einen neuen Weltrekord im Generaldurchschnitt (GD) auf. 1982 veröffentlichte er mit Harmony of Billiards sein zweites Billard-Lehrbuch, in dem er seine geniale Serientechnik in den Cadre-Disziplinen beschrieb. Zur Überraschung vieler Experten wandte er sich ab jetzt vorwiegend den Bandendisziplinen (Einband und Dreiband) und Billard-Artistique zu. Auch hier feierte mehrere Dreiband- und Artistique-Titel in Frankreich.

Ende der 80er Jahre konzentrierte sich Connesson vorwiegend auf die Disziplin Dreiband. 1989 konnte er sich beim Grand-Prix in Spa für die Profi-Turniere der BWA qualifizieren. Am Ende der Weltcup-Serie belegte er den zehnten Platz in der Gesamtrangliste.

Francis Connesson ist der einzige französische Billardspieler, der in allen Disziplinen des Karambol-Billards französischer Meister wurde.

## Erfolge
- Cadre-47/1-Weltmeisterschaft:  1980, 1982  1975
- Cadre-47/2-Weltmeisterschaft:  1978
- Cadre-71/2-Weltmeisterschaft:  1975  1977, 1978;
- Einband-Weltmeisterschaft:  1978, 1995, 1997
- Fünfkampf-Weltmeisterschaft:  1975
- Cadre-47/1-Europameisterschaft:  1978  1976, 1980, 1982  1975
- Cadre-47/2-Europameisterschaft:  1975, 1978, 1979, 1980  1981
- Cadre-71/2-Europameisterschaft:  1974, 1975, 1980  1976, 1978, 1979
- Einband-Europameisterschaft:  1973, 1974, 1976, 1979, 1985  1978
- Dreiband-Europameisterschaft:  1992
- Billard-Artistique-Europameisterschaft:  1984
- Französische Dreiband-Meisterschaft:  1993, 1995, 1996, 2000, 2004

Quellen:

## Weitere Quellen
- Eigenbiografie (französisch) auf: francis-connesson.net. Abgerufen am 9. November 2015.

| Personendaten    | Personendaten                                                           |
| ---------------- | ----------------------------------------------------------------------- |
| NAME             | Connesson, Francis                                                      |
| KURZBESCHREIBUNG | französischer Karambolagespieler und mehrfacher Welt- und Europameister |
| GEBURTSDATUM     | 13. September 1948                                                      |
| GEBURTSORT       | Nancy                                                                   |